# 고토 유키오
고토 유키오(일본어: 後藤 靱雄, ? ~ 1976년)는 일본의 축구 선수이다.

## 국가대표팀 경력
그는 1930년 극동 선수권 대회에 참가할 일본 국가대표팀에 발탁되었으며, 5월 25일 필리핀와의 경기에서 데뷔, 금메달 획득에 기여했다. 1934년 극동 선수권 대회에도 출전했다. 그는 1934년까지 국제 A매치 통산 4경기에 출전했다.

## 통계
| 일본 | 일본 | 일본 |
| 연도 | 출전 | 득점 |
| ---- | ---- | ---- |
| 1930 | 2    | 0    |
| 1931 | 0    | 0    |
| 1932 | 0    | 0    |
| 1933 | 0    | 0    |
| 1934 | 2    | 0    |
| 통산 | 4    | 0    |